# Daniel Navarro García
Daniel Navarro García (Salamanca, 18 de juliol de 1983) és un ciclista espanyol. Crescut a Gijón, va ser professional des del 2005 i fins al 2023.
En el seu palmarès destaca una etapa al Critèrium del Dauphiné del 2010, la general de la Clàssica d'Almeria del 2013 i, sobretot, una etapa a la Volta a Espanya de 2014.

## Palmarès
- 2010
  - Vencedor d'una etapa al Critèrium del Dauphiné
- 2012
  - Vencedor d'una etapa al Tour de l'Ain
- 2013
  - 1r a la Clàssica d'Almeria
  - 1r a la Volta a Múrcia
- 2014
  - Vencedor d'una etapa a la Volta a Espanya

### Resultats al Tour de França
- 2007. Retirat junt amb tot l'equip Astana Qazaqstan Team
- 2010. 49è de la classificació general
- 2011. 62è de la classificació general
- 2013. 9è de la classificació general
- 2014. Abandona (13a etapa)
- 2015. 66è de la classificació general
- 2016. Abandona (19a etapa)
- 2017. 27è de la classificació general
- 2018. 45è de la classificació general

### Resultats al Giro d'Itàlia
- 2006. 91è de la classificació general
- 2009. 31è de la classificació general
- 2011. 44è de la classificació general
- 2019. Abandona (4a etapa)
- 2020. 120è de la classificació general

### Resultats a la Volta a Espanya
- 2009. 13è de la classificació general
- 2012. 55è de la classificació general
- 2014. 10è de la classificació general. Vencedor d'una etapa
- 2015. 30è de la classificació general
- 2017. 81è de la classificació general
- 2019. 40è de la classificació general
- 2022. 44è de la classificació general
- 2023. 39è de la classificació general